# José Félix Estigarribia
José Félix Estigarribia Insaurralde (21 de fevereiro de 1888 – 7 de setembro de 1940) foi um militar e político paraguaio que serviu como o 34º Presidente do Paraguai de 1939 até sua morte em um acidente aéreo em 7 de setembro de 1940. Ele é mais lembrado por seu papel anterior como comandante em chefe do Exército Paraguaio durante a Guerra do Chaco, que resultou em uma vitória surpreendente para o Paraguai.
Ele é reconhecido por ser um dos oficiais militares do Exército Paraguaio que levou o Paraguai à vitória na Guerra do Chaco contra a Bolívia, tendo sido um proeminente estrategista militar durante o conflito armado e considerado um herói de guerra. Em sua vida alcançou a patente de tenente-general, sendo promovido postumamente a marechal de campo logo após sua morte.
No final da década de 1930, Estigarribia foi cortejado tanto pelo Partido Colorado quanto pelo Partido Liberal para concorrer à presidência. Ele decidiu se juntar aos liberais, que eram mais dominantes na época. Como presidente, ele suspendeu a constituição e a substituiu por uma nova que lhe dava poderes ditatoriais. Seu governo autoritário terminou após apenas um ano, quando ele e sua esposa foram mortos em um acidente aéreo. Foi sucedido por seu Ministro da Guerra, Higinio Morínigo, que usou a constituição de Estigarribia para estabelecer sua própria ditadura.

## Primeiros anos
José Félix Estigarribia Insaurralde nasceu em 21 de fevereiro de 1888 em Caraguatay, Cordillera, filho de Mateo Estigarribia e Casilda Insaurralde, ambos camponeses de ascendência basca.
Ele frequentou a escola primária de sua cidade natal e, em 1908, foi estudar no Trinity College of Agriculture. No entanto, após obter seu diploma, Estigarribia mudou de carreira e em 1910 ingressou no exército com a patente de tenente de infantaria.

## Início de carreira
Educado como agrônomo, ele ingressou no Exército Nacional em 1910 e passou um tempo no Chile e na academia militar de Saint Cyr, na França, para treinamento adicional. Ele comandou a Primeira Divisão de Infantaria durante a Guerra do Chaco e foi promovido sucessivamente a brigadeiro, general de divisão e comandante-em-chefe das forças armadas. Em 1935, ele fez um retorno vitorioso a Assunção como "Herói da Guerra do Chaco" e recebeu uma pensão vitalícia de 1.000 pesos de ouro por mês. Foi demitido do cargo de chefe das forças armadas após o presidente Eusebio Ayala ser deposto na Revolução Febrerista por Rafael Franco, mas serviu como embaixador do Paraguai nos Estados Unidos.
Ele completou cursos no Chile, de 1911 a 1913, na Escola Militar de Bernardo O'Higgins. Em 1917, foi promovido a capitão. Desempenhou um papel importante na revolução de 1922 no Paraguai e mais tarde foi promovido a Major. Por suas habilidades, foi selecionado para frequentar o curso de estado-maior, de três anos, na École Supérieure de Guerre em Paris, onde foi discípulo do General Maurice Gamelin e do Marechal Foch. Estigarribia se formou com as melhores notas. Em seu retorno em 1928, foi nomeado Chefe do Estado-Maior do Exército. Menos de um ano após ser nomeado, foi removido do cargo devido a desentendimentos com o governo em relação à estratégia para defender o Chaco. "O Chaco deve ser defendido abandonando-o", argumentou, ou seja, o ponto não era ocupar a terra, mas destruir o inimigo. No entanto, como a guerra contra a Bolívia parecia inevitável, o governo decidiu que o Tenente-Coronel Estigarribia era o homem que era necessário no Chaco. Ele tinha então 44 anos.

## Guerra do Chaco
A definição da Guerra do Chaco seria uma guerra de comunicações na qual o manejo do espaço e do tempo seria essencial. Ele foi determinante para que o governo paraguaio aceitasse seu plano de mobilização geral e o início da primeira ofensiva surpresa do Paraguai (setembro-dezembro de 1932) antes que a Bolívia pudesse mobilizar seus recursos.
Como comandante-em-chefe do exército e condutor das operações, Estigarribia teve uma participação brilhante na Guerra do Chaco (1932-1935). Sua estratégia e táticas desde então atraíram o interesse e o estudo de academias militares ao redor do mundo. Ele conseguiu deter o avanço boliviano em direção ao Rio Paraguai e destruiu poderosas divisões inimigas usando com flexibilidade técnicas de combate posicional e guerra de guerrilha.
Desde que o exército estava sob seu comando, o esforço máximo do Paraguai claramente liderou uma campanha militar bem-sucedida contra o exército boliviano, superior em homens e recursos, fazendo-o recuar até o Rio Parapiti. Seu pensamento estratégico sobre a guerra de movimento, a importância da logística (especialmente água), concentração de forças surpresa, a passagem da defensiva para a ofensiva, e o conhecimento minucioso do inimigo e do terreno de operações o colocaram em posição privilegiada entre os condutores militares entre as duas guerras mundiais. Ele aproveitou ao máximo os oficiais sob seu comando e acreditava-se que exibia as virtudes combativas e morais de um soldado paraguaio.
Ele dirigiu o Exército Paraguaio durante o primeiro ano de guerra com a patente de coronel. Foi promovido a general após a vitória de Campo Grande e Pozo Favorite. Em reconhecimento aos serviços prestados na defesa do Chaco, foi promovido ao posto de marechal após sua morte em 1940.

## Pós-guerra
Estigarribia foi eleito presidente para um mandato de quatro anos em 1939 e assumiu o cargo em 15 de agosto. Seis meses depois, em 19 de fevereiro de 1940, Estigarribia dissolveu o legislativo, assumiu poderes de emergência e suspendeu a Constituição. Declarando que "nossa nação está à beira de uma terrível anarquia", ele anunciou que a democracia seria restaurada assim que um marco constitucional viável pudesse ser elaborado.
Acabou sendo uma promessa vazia; dentro de cinco meses, ele reformulou a constituição em um documento severamente autoritário. O presidente foi investido de amplos poderes para agir pelo que ele considerava ser o bem do Estado, codificando os poderes de emergência de Estigarribia. Ao mesmo tempo, os poderes do legislativo foram significativamente reduzidos. A constituição, aprovada em um referendo de agosto, transformou a presidência de Estigarribia em uma ditadura legal.
Em 7 de setembro de 1940, Estigarribia e sua esposa, Primeira-dama Julia Miranda Cueto, estavam em uma turnê pelo interior paraguaio. Em uma viagem de Altos para sua residência de campo em San Bernardino, seu avião caiu em Agapuey e todos os ocupantes morreram. Estigarribia foi sucedido por Higinio Morínigo e foi promovido postumamente à patente de marechal. Sua constituição autoritária permaneceria em vigor até 1967, quando foi substituída por um documento que muitos consideravam igualmente autoritário e que permaneceu em vigor até 1992.